# 100&メダル HYOZAAAN!!
『100&メダル HYOZAAAN!!』（100&メダル ヒョーザーン!!）は、2012年7月25日から全国のゲームセンターで稼働している、セガ・インタラクティブ（2015年3月まではセガ）のメダルゲーム。通称「HYOZAAAN!!」、「ヒョーザーン!!」、「氷山」。100&メダルシリーズ第2作。

## 概要
氷山を模した役物が中央に配置された四角柱状の筺体で、4席配置されている。メダル以外にも100円硬貨を投入しプレイすることも可能。その場合は各店舗で設定した100円分のメダルに換算される。また、店舗による設定によっては100円硬貨でしかプレイできない場合もある。
前作のKAZAAAN!!・激KAZAAAN!!からゲーム性が大幅に変更されている。
激KAZAAAN!!と同様、筐体には「100＆メダル HYOZAAAN!!」と「100＆メダル HYOZAAAN!! 銀河リンク改造済み」の2種類がある。
JPは2種類あり、継続率83.3%、今作の目玉である「ブリザードラッシュ!!」とGINGAAAN!!、激KAZAAAN!!と連動した(激KAZAAAN!!、HYOZAAAN!!は銀河リンクキットに改造されたもののみ)「ビッグバンジャックポットチャレンジ」がある。
部品調達難に伴い、2022年2月28日を以って修理サポートが終了する予定。

## 遊び方
ベットする枚数を決定する。ボタンを押すとボールがクルーンに発射される。クルーンは3段あり、UPに入ると次の段に進む。
2段目は3つあるホールドポケットに入るとボールがホールド、すなわちボールが回収されずに入ったままになる。このホールドされたボールは3段目のブリザードラッシュチャンスで放出される。
3段目で「ブリザードラッシュ!!突入」穴に入るとブリザードラッシュへ突入する。2段目にホールドされたボールと合わせて最大ボール4個で抽選可能であり、ブリザードラッシュ突入率は最大で2分の1となる。
ブリザードラッシュでは「終了」の穴に入るまでゲームが継続し、獲得メダルが上乗せされていく。継続率は6分の5（約83.3%）。10連荘以降は獲得メダルが表示倍率の2倍となる。ただし、100連荘で打ち止めとなる。

## クルーンのポケット
1段目
UP - 6か所
OUT（10枚以上のベットでダイヤチャレンジができる） - 4か所
OUT（トーチチャンスができる） - 8か所
2段目
UP - 1か所
3倍（ホールド穴） - 2か所
2倍（ホールド穴） - 1か所
2倍 - 1か所
1倍 - 2か所
?倍（1倍から10倍の配当） - 2か所
OUT（10枚以上のベットでダイヤチャレンジができる） - 1か所
3段目
ブリザードラッシュ!!突入 - 1か所
3倍 - 3か所
2倍 - 2か所
?倍（1倍から10倍の配当） - 2か所
天井
6倍（ブリザードラッシュ終了） - 1か所
4倍（ブリザードラッシュ継続） - 1か所
2倍（ブリザードラッシュ継続） - 2か所
?倍（2倍から10倍の配当、ブリザードラッシュ継続） - 2か所

## ダイヤボーナス
ダイヤボーナスチャレンジは、100円硬貨を投入すると最初に一回チャレンジできる。また、10枚以上ベットし、ダイヤチャンス（OUT）に入ると挑戦できる。
チャレンジは、ランダムに最大で8個のダイヤが当たる。ハズレの場合は1個ももらえない。ダイヤを8個集めるとボーナスがもらえる。ボーナスはメダルで、枚数は店舗により異なる。

## トーチチャンス
1段目でトーチチャンスに当選すると、「イエロートーチ」と「グリーントーチ」が獲得できる。各トーチは3つ集めると以下のトーチボーナスが発動する。なお、ホールド抽選で1球もホールドされなかった場合すべてのトーチが3つ点灯する。
- 「イエロートーチボーナス」：3段目の抽選の配当がポケットに関わらず3倍以上となる（2倍ポケットは3倍、?倍ポケットは3倍以上）。
- 「グリーントーチボーナス」：ダイヤボーナスで獲得できるメダルが2倍になる。効果は1度きり。

ダイヤボーナスチャレンジは、100円硬貨を投入すると最初に一回チャレンジできる。また、10枚以上ベットし、ダイヤチャンス（OUT）に入ると挑戦できる。

## 関連作品
- 100&メダル KAZAAAN!!
- 100&メダル 激KAZAAAN!!
- 100&メダル GINGAAAN!!